# Nesospiza
Nesospiza es un género de aves paseriformes perteneciente a la familia Thraupidae que agrupa a tres especies endémicas del archipiélago de Tristán de Acuña en el Atlántico sur. Sus miembros son conocidos por el nombre común de yales o semilleros.

## Etimología
El nombre genérico femenino Nesospiza se compone de las palabras del griego «nēsos»: que significa «isla» y «σπιζα spiza» que es el nombre común del pinzón vulgar.

## Características
Las aves de este género son tres tráupidos medianos, miden entre 16 y 22 cm de longitud, de color predominante oliváceo y picos de formato diferente entre ellas, que habitan arbustales templados y pastizales subantárticos, principalmente tussok, y se alimentan de semillas y frutos. Todas se encuentran amenazadas.

## Taxonomía
Los amplios estudios filogenéticos recientes confirman que el presente género es pariente próximo del par formado por Melanodera y Rowettia, todos en una gran subfamilia Diglossinae.

## Especies
Según las clasificaciones del Congreso Ornitológico Internacional (IOC) y Clements Checklist v.2019, el género agrupa a las siguientes especies con el respectivo nombre popular de acuerdo con la Sociedad Española de Ornitología (SEO):
| Imagen | Nombre científico  | Autor         | Nombre común          | Estado de conservación |
| ------ | ------------------ | ------------- | --------------------- | ---------------------- |
|        | Nesospiza acunhae  | Cabanis, 1873 | yal de la Inaccesible | VU                     |
|        | Nesospiza questi   | Lowe, 1923    | yal de la Nightingale | VU                     |
|        | Nesospiza wilkinsi | Lowe, 1923    | yal de Wilkins        | EN                     |